# Corporación Club de Deportes Temuco
La Corporación Club de Deportes Temuco fue un club de fútbol de Chile, con sede en la ciudad de Temuco. Fue fundado el 26 de febrero de 1960 con la reestructuración del Deportivo Bancario, y entre los años 1962 y 1964 competía en la segunda categoría del fútbol chileno. Desapareció el 20 de marzo de 1965, cuando se fusionó con Green Cross de Santiago para formar a Club de Deportes Green Cross-Temuco.

## Historia

### Fundación y primeros años
El Club de Deportes Temuco tiene su origen en la Selección de Temuco, equipo conformado por los mejores jugadores de los clubes amateur de la Asociación de Fútbol de Temuco (AFT) a finales del año 1959. Con el afán y la labor del Comité Financiero de dicha Asociación y de los medios de comunicación de la ciudad, y con miras al profesionalismo, dicha selección debía postular a la Segunda División del Fútbol Chileno, previo paso por alguna liga semiprofesional, es por ello que se toma la decisión de ingresar al Campeonato Regional de Concepción, el cual pedía como requisito, que los postulantes fuesen clubes que estuvieran compitiendo con todas sus series en una directiva de fútbol local (en este caso, la AFT), por lo cual algún club de dicho torneo debía postular al Campeonato Penquista con el nombre de la ciudad de Temuco y mediante aquello dar paso a la Selección de Temuco (que carecía de la opción de postular); Fue así, como el jueves 25 de febrero de 1960, el Club Deportivo Bancario de Temuco solicita formalmente el cambio de nombre al directorio de la Asociación de Fútbol de Temuco, lo cual en dicha sesión no fue aprobado por falta de quórum y discrepancia entre los presentes, pero 26 de febrero de 1960, el directorio de la AFT acepta la petición del Club Deportivo Bancario de Temuco, el cual desde aquel día pasaría a llamarse Corporación Club de Deportes Temuco, dando inicio aquel día, a un nuevo club del fútbol Chileno.
En su preparación para el Campeonato Regional de 1960 y antes de aprobarse el cambio de nombre del Club Deportivo Bancario de Temuco, la Selección de Temuco enfrentó en partidos amistosos a importantes equipos de la época, logrando importantes triunfos sobre O'Higgins de Rancagua, Los Ángeles y Lister Rossel de Linares, además de derrotar al poderoso Peñarol de Uruguay. Cabe señalar que el encuentro ante Lister Rossel de Linares, con triunfo a favor por 2-0 en el Estadio Liceo de Hombres de Temuco el domingo 28 de febrero de 1960, fue el primer partido en donde el club jugó con el nombre de Club de Deportes Temuco.
El domingo 20 de marzo de 1960, a las 15:00 horas, en su primer partido oficial, Temuco enfrentó a Vipla de Lirquén en la primera fecha del Campeonato Regional de Concepción. En calidad de local, el club obtuvo un empate de 1-1 en el Estadio Liceo de Hombres de Temuco. Se registraron 4.125 espectadores que dejaron en recaudación un total de 2.070 escudos. Temuco formó con: Sergio Marín en portería; Matamala, Mansilla y Vargas en defensa; Arriagada y Osvaldo Marín en mediocampo; mientras que en delantera jugaron Sandoval, Osorio, Blaschke, Vidal y Beltrán. Este último anotó el único gol para los albiverdes, que en la ocasión vistieron con camiseta verde, pantalón y medias blancas.

### El primer título

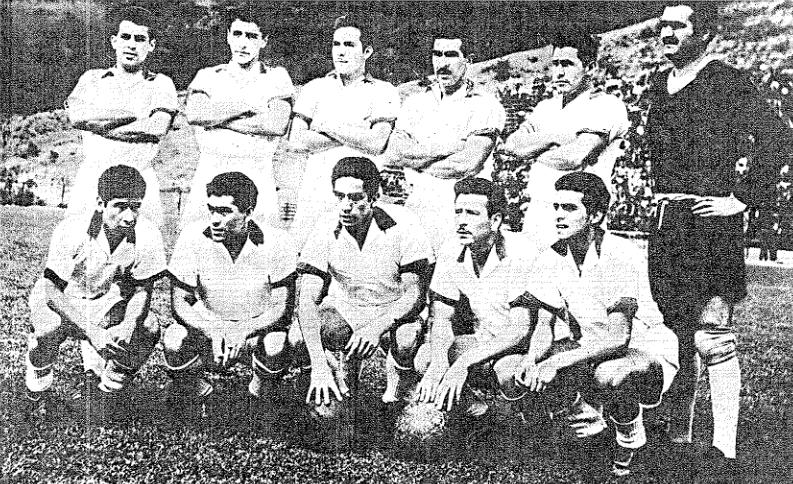
Formación del club en 1961, año en que conquistó el título del Campeonato Regional.

En 1961, en su segundo año de participación en la decimotercera edición del Campeonato Regional (en el cual competían también Fanalosa, Marcos Serrano, Vipla, Lord Cochrane, Lota, C. de Fiap, Naval, Los Ángeles y Huachipato) y tras haber derrotado en la última fecha a Lord Cochrane por un dramático 4-3, en la Cancha Universitaria, Deportes Temuco terminó en el primer lugar de la tabla de posiciones, con 37 unidades, igualado junto a la selección de Lota, que derrotó a Vipla (acompañante de Fanalosa en el descenso con 15 puntos) por 6-2, en la Cancha del Mineral. Esto significó que, por las bases del torneo, habría un partido definitorio o la posibilidad de definición en partidos de ida y vuelta, si así lo acordaban ambos clubes. Finalmente, se resolvió jugar un solo partido de definición, en la cancha del Estadio Las Higueras de Huachipato.
El 30 de diciembre de 1961, a las 17:30 horas y con arbitraje de Sergio Bustamante, se jugó el partido definitorio entre Deportes Temuco y la selección de Lota. A los seis minutos, Lota anotó el primer gol tras aprovechar un descuido del equipo albiverde. Sin embargo, al minuto 14 llegó el empate, que se mantuvo durante todos los primeros 45 minutos. Posteriormente, a los 13 minutos del segundo tiempo, Deportes Temuco, que jugaba con diez jugadores debido a la expulsión de Sepúlveda al término de la primera etapa, se puso en ventaja con fortuna, ya que Herrera efectuó un saque de esquina corto y Cisternas, el portero de Lota, hizo una salida en falso, de manera que el balón golpeó en la espalda de un defensa lotino, provocando un autogol. Luego, a los 40 minutos del segundo tiempo, el árbitro cobró una falta penal al cuadro lotino, por mano de Villegas, cuyo tiro ejecutó Herrera con un fuerte y elevado disparo a la izquierda. Finalmente, con un marcador final de 3-1, Deportes Temuco se proclamó campeón del torneo. La formación del equipo fue la siguiente: Herrera, Urra, Vargas, Contreras, Golty, Blaschke, Vidal, Rodríguez, Mansilla, Manuel Marín y Sepúlveda, todos bajo la dirección técnica de Luis Tirado. La gente en la ciudad esperó hasta la madrugada para recibir a los campeones, concentrándose muchos hinchas en la plaza de armas para celebrar el título. El alcalde Mamerto Muñoz ordenó otorgarle a cada jugador una medalla de oro y al club la suma de 5.000 escudos, además de un reconocimiento a la labor de todos los dirigentes: Germán Becker Baechler junto a Lisandro Urrutia Valdés, también a Alejandro Allaire Novoa, Gustavo Henríquez, Emilio Param Zerene, Sergio Astudillo, Demetrio Medina, Tiburcio Saavedra Alarcón y Héctor Veloso Sandoval.

### La gira internacional de 1962
Luego participar en el Campeonato Regional 1962, Deportes Temuco fue invitado por clubes de Argentina a participar de una gira al país trasandino, lo que significó su debut en canchas internacionales. Así, el 6 de diciembre de 1962, el club debutó con un histórico triunfo de visita por 2-0 ante Tiro Federal. El segundo partido lo disputó el 8 de diciembre, en horario nocturno, ante Experimental, al que venció por 4-2, con goles de Herrera (3'), Vidal (18') y Cuevas (27' y 32'). Y el último duelo fue al día siguiente ante Confluencia en Cipolletti, cuadro al que los albiverdes, con anotaciones de Herrera (8'), Miranda (27'), Rodríguez (30') y Cuevas (60'), derrotaron por 4-2. Así, Deportes Temuco regresó a Chile en calidad de invicto y con todos sus partidos ganados.
Posteriormente, Tiro Federal viajó a Temuco para jugar dos partidos de revancha que resultaron en un triunfo por 5-1 para Deportes Temuco y en un empate de 1-1. Finalmente, el Club Cipolletti, que también arribó a Temuco, enfrentó al conjunto local, pero cayó derrotado ante este último.

### Ingreso a la Segunda División de Chile
En 1963, Deportes Temuco postuló su ingreso a la Segunda División de Chile y fue aceptado por la Asociación Central de Fútbol (ACF). Para preparar su debut en el profesionalismo, se enfrentó a Colo-Colo, en ese entonces ocho veces campeón de la Primera División de Chile, en un partido amistoso. Los dos cuadros jugaron en la cancha del Estadio Liceo de Hombres de Temuco, con un público controlado de 8.200 personas, que en realidad fueron aproximadamente 10 000, porque sobrepasaron lo estimado. El encuentro fue ganado por Deportes Temuco por un marcador de 4-2, con anotaciones de Patrocinio Cabrera (18'), Vidal (27' y 40') y Velásquez en el segundo tiempo, mientras que los goles del cuadro albo fueron hechos por Ramírez a los 84 y a los 90 minutos. El equipo local alineó con Marín, Urra, P. Cabrera; L. Cabrera, Silva, Velásquez, Miranda, Vidal, Ivanovic y Cuevas.
Además, destacó el triunfo por 4-0 ante su similar de Audax Italiano, también de campeón de la máxima división, con dos goles de Vidal, uno de Miranda y otro de Cuevas.
El debut de Deportes Temuco en la edición de 1963 de la Segunda División de Chile iba a ser con Universidad Técnica del Estado, pero debido al mal clima, se vio imposibilitada la realización del partido. Por lo tanto, el debut del equipo se retrasó hasta la segunda fecha, en la cual, jugando de visitante en Chillán, logró un empate a un gol contra Ñublense. Finalmente, en el campeonato de ese año terminó por posicionarse en el tercer lugar, con 35 puntos, después de Trasandino, que consiguió 36 unidades, mientras que el campeón fue Green Cross, con 41 puntos.
En 1964, en su segundo año en el profesionalismo, el club volvió a obtener el tercer lugar, con 44 unidades, tras Lister Rossel, que terminó con 49 puntos, siendo O'Higgins campeón del torneo de ascenso, con 53 unidades.

### Fusión con Green Cross
Las autoridades locales decidieron fusionar al Club de Deportes Green Cross y a la Corporación Club de Deportes Temuco. Así, el 20 de marzo de 1965, se pasó a llamar Green Cross-Temuco. La unión iba pensada más allá, ya que el aporte de Green Cross fue el título de Primera División de 1945, dos de Segunda División, más su amplia historia deportiva y su cupo en primera división. Mientras que Temuco aportó con el público, el estadio y todo lo que pueda aportar una ciudad con un equipo profesional. 
Cabe mencionar que Green Cross y Deportes Temuco llegaron a enfrentarse en el campeonato de Segunda División de 1963: jugaron dos partidos, con resultados de 1-1 en Temuco y 2-1 para Green Cross en Santiago.

## Entrenadores

### Cronología
Los entrenadores interinos aparecen en cursiva.
- Luis Tirado (1960-1961)
- Javier Inostroza (1962)
- José Balbuena (1962)
- Luis Tirado (1963)
- Raúl Pino (1964)
- Javier Inostroza (1964)

## Escudo
Su insignia inicial en el uniforme blanco titular era una "T" imprenta, de color verde completamente y blanca en su uniforme alternativo de color verde. además también en sus inicios se llevaban las siglas CDT en todo el frente de la camiseta, Además se presentaba la insignia del club que es igual a la de la actualidad, una T que lleva dentro un volcán y un copihue aunque sus colores podían variar de negro a verde.

## Palmarés

### Torneos regionales
- Campeonato Regional de Fútbol (1): 1961.